# Карабалаев, Айтказы Даулеткулович
Айтказы Даулеткулович Карабалаев (каз. Айтқазы Дәулетқұлұлы Қарабалаев; 1966) - казахстанский политический деятель.

## Биография
Айтказы Даулеткулович Карабалаев родился в 1966 году.

### Образование
В 1998 году окончил Казахскую государственную академию управления по специальности «экономика».
В 1999 году окончил Талдыкорганский юридический институт по специальности «юриспруденция», 
В 2008 году окончил Таразский государственный университет имени М.Х.Дулати по специальности «бакалавр строительства», в 2014 году по специальности «магистр юриспруденции».

### Трудовая деятельность
Трудовую деятельность начал в 1989 году инженер-техником Жилищно-эксплуатационного управления №54 в городе Алматы.
В 1992 году - заведующий, заместитель директора благотворительного фонда «Хаир Ихсан».
В 1993-1999 годах- заведующий отделом, заместитель директора Торгово-производственного объединения «Тигро Хауд».
В 1999-2000 годах - начальник Таразского городского управления торговли, малого и среднего бизнеса.
В 2000-2001 годах - заместитель акима города Тараз.
В 2001-2004 годах - директор Жамбылского областного агентства по взиманию сборов и отдельных налоговых платежей в местные бюджеты.
В 2004-2005 годах - директор департамента координации занятости и социальных программ акимата Жамбылской области.
В 2005-2006 годах - заместитель руководителя аппарата акима Жамбылской области.
В 2006-2008 годах - аким Жуалынского района.
В 2008-2010 годах - директор представительства АО «НК «СПК «Оңтүстік» в Жамбылской области.
В 2010-2013 годах - аким Таласского района.
В 2016-2019 годах - советник директора Жамбылского производственного филиала АО «КазТрансГаз Аймак».
С апреля по декабрь 2019 года - директор Туркестанского областного производственного филиала «КазТрансГаз Аймак». 
В 2019-2021 годы - аким города Тараз. 
В 2021-2022 годах - руководитель управления государственного архитектурно-строительного контроля акимата Жамбылской области. 
С 31 октября 2022 года - руководитель управления архитектуры  и градостроительства акимата Жамбылской области.